# Castle Air Museum

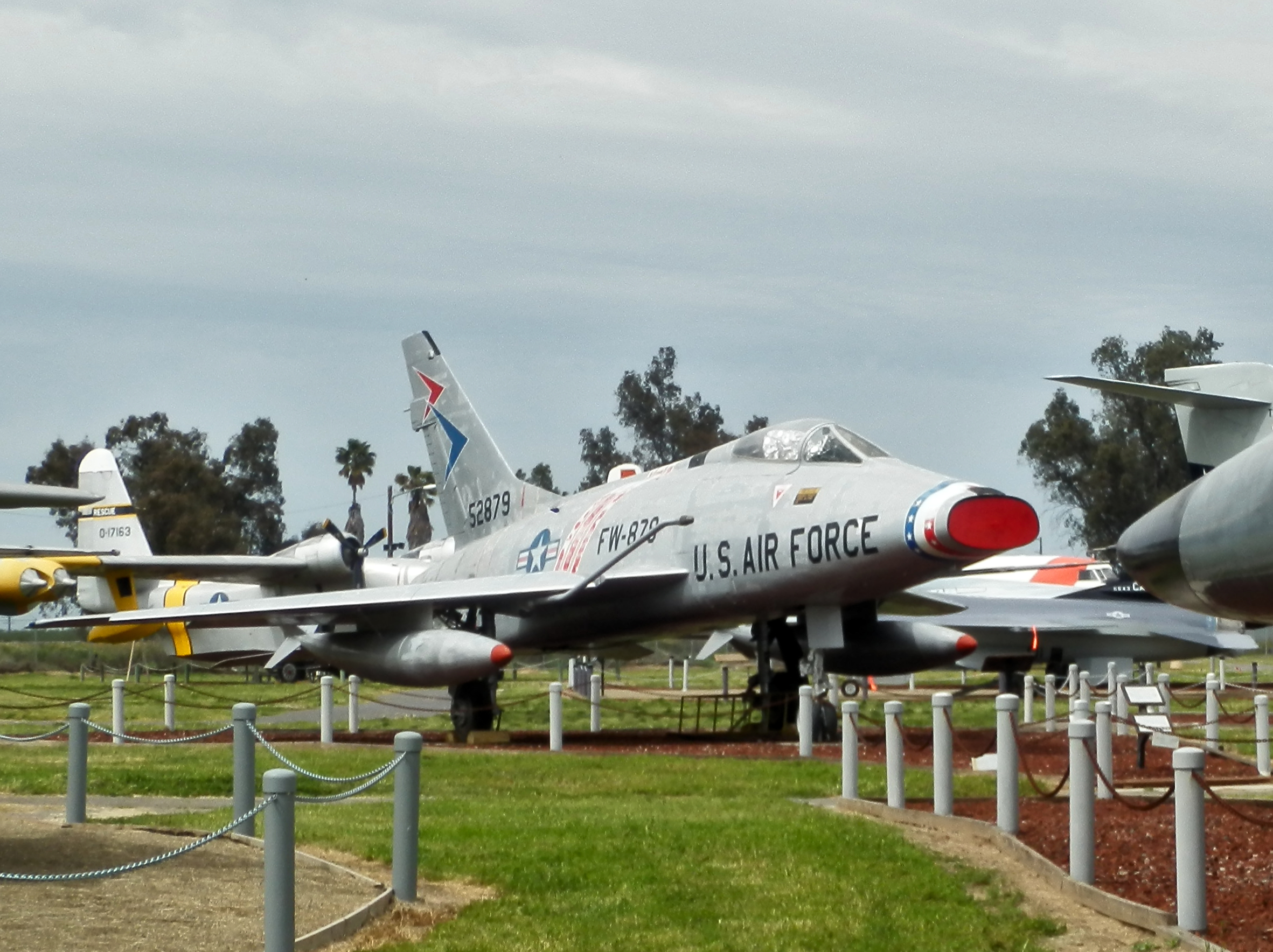
North American F-100 Super Sabre

Das Castle Air Museum ist ein Luftfahrtmuseum in Atwater (Kalifornien).

Das 1981 eröffnete Museum zeigt über 70 restaurierte Flugzeuge der militärischen Luftfahrt.

## Exponate (Auswahl)
Das Freilichtmuseum erstreckt sich über 45.000 m² und ist an die frühere Castle Air Force Base angeschlossen. Benannt wurde das Museum nach Frederick Walker Castle, einem amerikanischen Brigadegeneral im Zweiten Weltkrieg. Zu den Höhepunkten der Ausstellung gehören ein Lockheed SR-71 Blackbird, eine Boeing B-52D Stratofortress und eine Convair RB-36H Peacemaker.
Ein Indoor-Museum zeigt Ausrüstungsgegenstände, Fotos, Uniformen, Kriegserinnerungsstücke und Flugzeugtriebwerke. Eine Gruppe von Freiwilligen restauriert und wartet die ausgestellten Flugzeuge. Das Museum veranstaltet regelmäßig einen Tag der offenen Tür, bei dem Besucher das Innere bestimmter Flugzeuge besichtigen können.
- Convair RB-36H Peacemaker
- Convair B-58 Hustler
- Convair F-102 Delta Dagger